# Drino melancholica
Drino melancholica là một loài ruồi trong họ Tachinidae.